# Condado de Perry (Illinois)
O Condado de Perry é um dos 102 condados do Estado americano de Illinois. A sede do condado é Pinckneyville, e sua maior cidade é Pinckneyville. O condado possui uma área de 1 157 km² (dos quais 15 km² estão cobertos por água), uma população de 23 094 habitantes, e uma densidade populacional de 20 hab/km² (segundo o censo nacional de 2000). O condado foi fundado em 19 de janeiro de 1827.